# Penna (cancelleria)

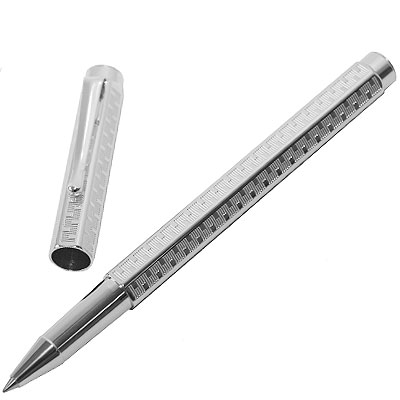
Una penna di lusso

Una penna è uno strumento usato per applicare inchiostro a una superficie, di solito carta, per scrivere o disegnare.
In epoche passate, si usavano i calami, le penne d'oca da intingere in una boccetta di inchiostro, con un pennino intinto nell'inchiostro. I tiralinee consentono un aggiustamento accurato della larghezza del tratto, e trovano tuttora usi specialistici, ma più comunemente si adoperano penne tecniche come la rapidograph. I tipi moderni comprendono penna a sfera, rollerball pen, stilografica, pennarello e penna a punta ceramica.

## Storia

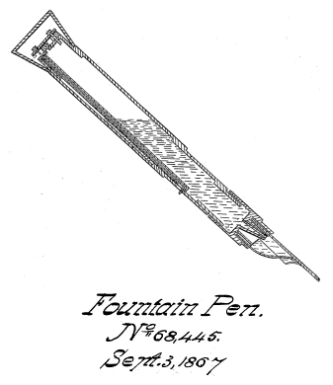
M. Klein e Henry W. Wynne ricevettero il brevetto USA #68445 nel 1867 per una camera da inchiostro e un sistema di erogazione nell'impugnatura della stilografica.

Gli antichi egiziani avevano sviluppato la scrittura su rotoli di papiro quando gli scribi usavano sottili pennelli di giunco o calami di Juncus maritimus. Nel suo libro A History of Writing, Steven Roger Fischer suggerisce che in base ai ritrovamenti di Saqqara, il calamo avrebbe ben potuto essere usato per scrivere sulla pergamena già nella Prima Dinastia o nel 3000 a.C. circa. Si continuarono a usare i calami fino al Medioevo, ma furono gradualmente sostituiti dalle penne d'oca a partire dal VII secolo circa. Il calamo, di solito fatto di bambù, è ancora usato in certe parti da scolari del Pakistan per scrivere su tavolette di legno.

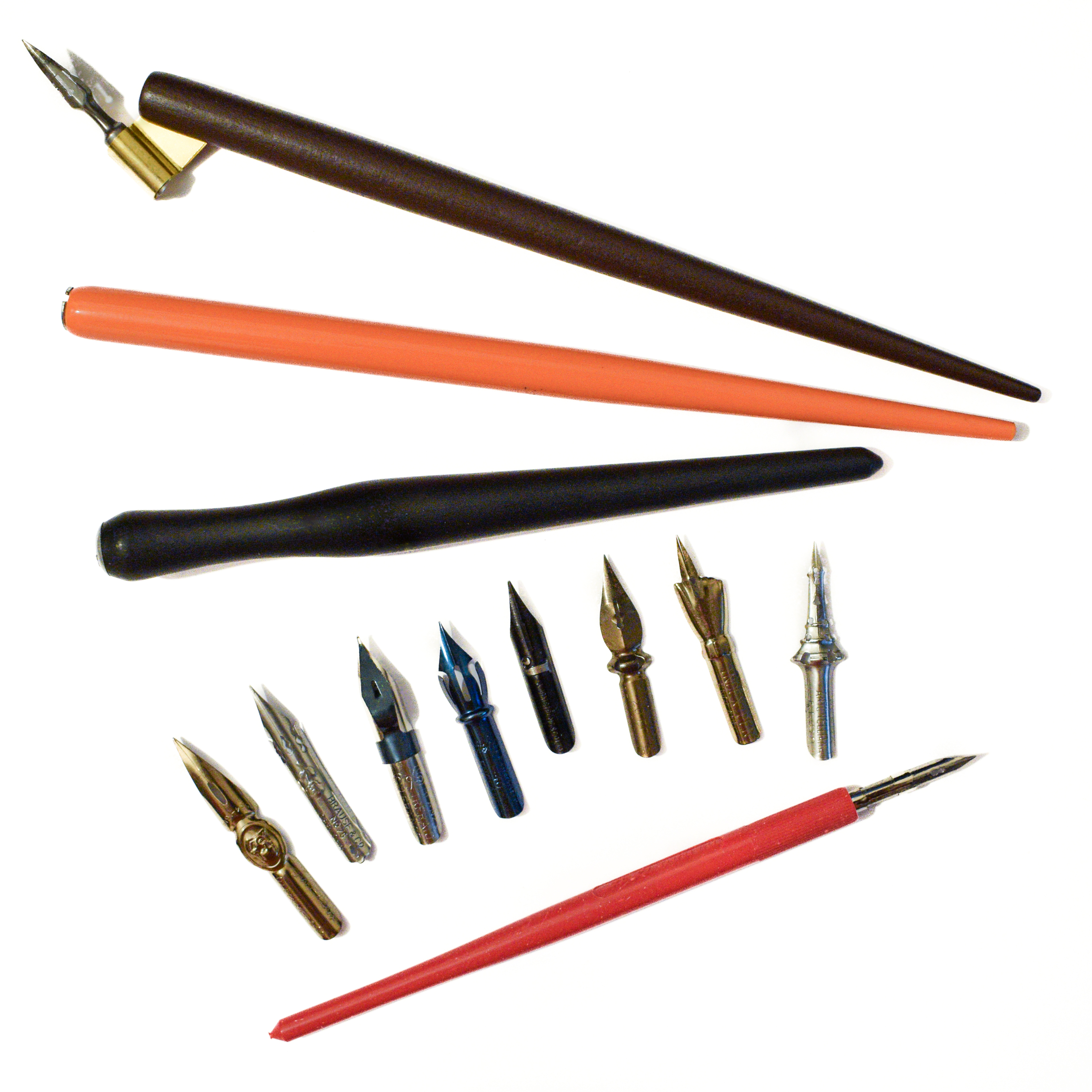
Penne storiche

Il calamo sopravvisse finché il papiro fu sostituito da pelli di animale, vello e pergamena. La superficie più liscia della pelle permetteva una scrittura più sottile e minuta con una penna d'oca, ricavata da penne remiganti. La penna d'oca era usata a Qumran (Giudea) per scrivere alcuni dei Rotoli del mar Morto, che risalgono più o meno al 100 a.C. I rotoli furono scritti in dialetti ebraici con penne d'oca. C'è un riferimento specifico alle penne d'oca negli scritti di Isidoro di Siviglia nel VII secolo. Le penne d'oca venivano usate nel XVIII secolo, e avvenne anche con la Costituzione degli Stati Uniti d'America nel 1787.
Tra le rovine di Pompei fu ritrovato un pennino di rame, a dimostrazione del fatto che i pennini metallici erano già in uso nell'anno 79. C'è anche un riferimento a 'una penna d'argento in cui portare l'inchiostro', nel diario di Samuel Pepys dell'agosto 1663. Le penne metalliche 'di nuova invenzione' sono pubblicizzate su The Times nel 1792.
Nel 1803 fu brevettata una punta di penna metallica, ma il brevetto non fu sfruttato commercialmente. Bryan Donkin nel 1811 pubblicizzava, allo scopo di venderlo, un brevetto per la fabbricazione di penne metalliche. John Mitchell di Birmingham  iniziò a costruire in larga scala penne con pennini metallici nel 1822, e da quel momento, la qualità dei pennini d’acciaio migliorò abbastanza da far adottare dal grande pubblico le penne con pennino metallico.

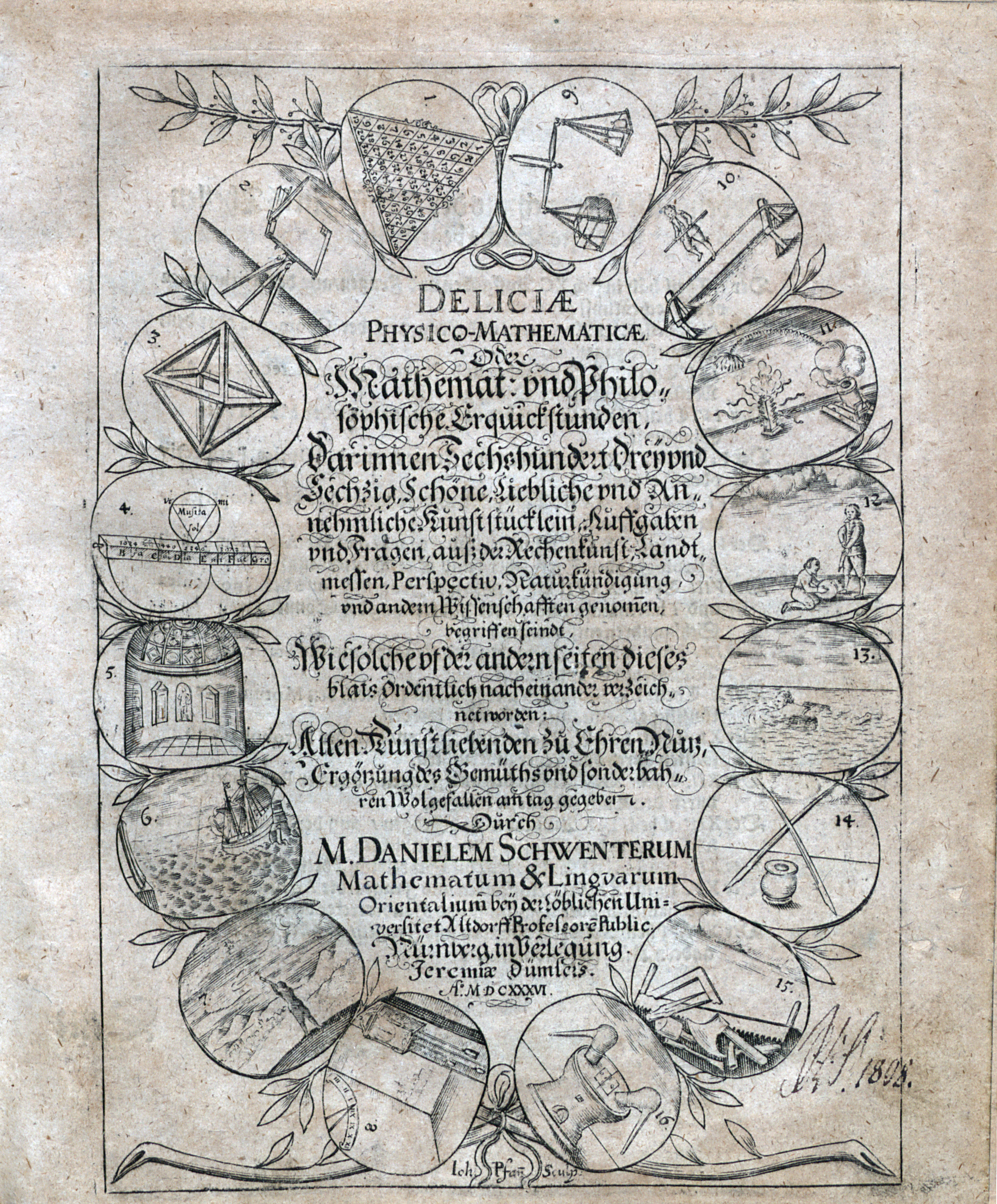
Deliciae physico-mathematicae, 1636

La prima traccia storica di una penna con serbatoio risale al X secolo. Nel 953, Al-Mu'izz li-Din Allah, califfo fatimide d’Egitto, chiese una penna che non gli sporcasse mani o vesti, e ottenne una penna che conteneva inchiostro nel serbatoio e lo erogava da un pennino. Può essere stata una penna stilografica, ma il suo meccanismo resta ignoto, ed è menzionata da una sola fonte. Più tardi, nel 1636, fu sviluppata una penna stilografica. Nel suo Deliciae Physico-Mathematicae (1636), l'inventore tedesco Daniel Schwenter descrisse una penna fatta da due penne d'oca. Una penna d'oca fungeva da serbatoio per l'altra penna d'oca. L'inchiostro era sigillato con il sughero. L'inchiostro era spremuto attraverso un piccolo foro verso la punta di scrittura. Nel 1809 Bartholomew Folsch brevettò in Inghilterra una penna con serbatoio d'inchiostro.
Durante il periodo di studi a Parigi, il romeno Petrache Poenaru inventò la penna stilografica, per la quale ottenne un brevetto dal Governo francese nel maggio 1827.
Brevetti e produzione di stilografiche aumentarono poi negli anni 1850.
Il primo brevetto per una penna a sfera fu rilasciato il 30 ottobre 1888 a John J Loud. Nel 1936 László Bíró, giornalista ungherese, con l'aiuto del fratello George, un chimico, iniziò a progettare nuovi tipi di penne, tra cui una con una minuscola palla sulla punta che poteva girare liberamente in una cavità. Quando la penna scorreva sulla carta, la palla girava, prendendo l'inchiostro dalla cartuccia e rilasciandolo sulla carta. Bíró richiese un brevetto britannico il 15 giugno 1938. Nel 1940 i fratelli Bíró, assieme ad un amico, Juan Jorge Meyne, sfuggirono alle persecuzioni antisemite  della Germania nazista riparando in Argentina. Il 10 giugno richiesero un altro brevetto, e costituirono la "Penne Bíró di Argentina". Nell'estate 1943 furono disponibili i primi modelli commerciali. Le penne a sfera cancellabili furono introdotte dalla Paper Mate nel 1979, con la commercializzazione della Erasermate.

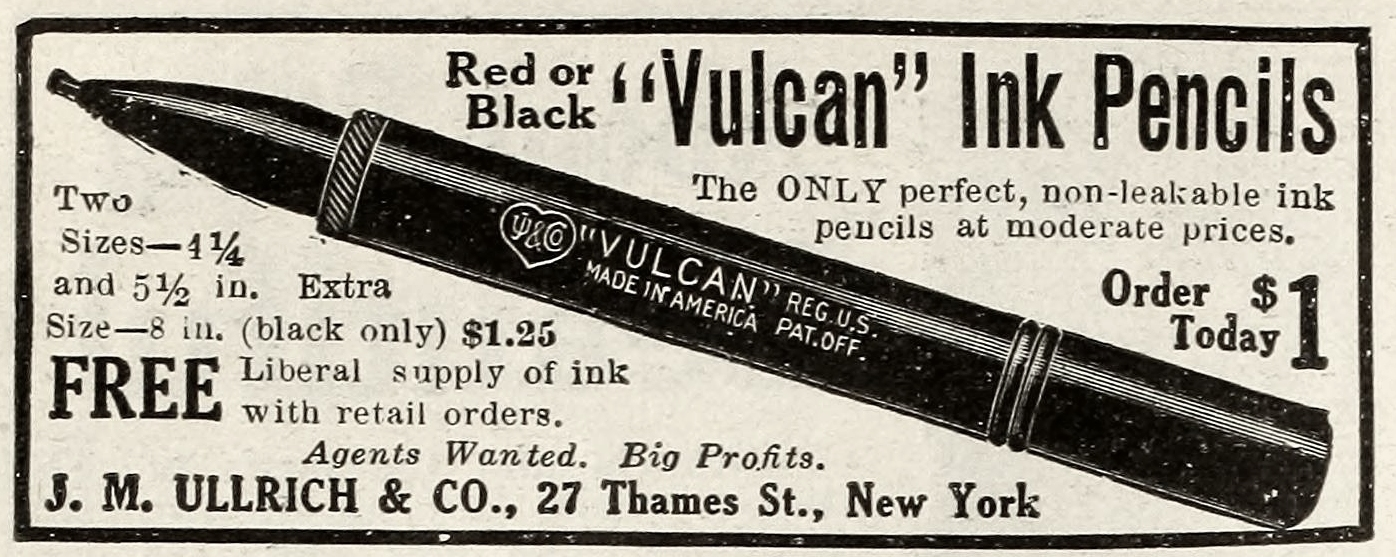
1915, pubblicità delle penne ad inchiostro "Vulcan"

Slavoljub Eduard Penkala, ingegnere e inventore naturalizzato croato di origini polacco-olandesi dal Regno di Croazia e Slavonia in Austria-Ungheria, divenne famoso per la penna meccanica (1906) — poi chiamata "penna automatica" — e la prima stilografica a inchiostro solido (1907). Collaborando con l'imprenditore Edmund Moster, diede vita alla Penkala-Moster Company e costruì una fabbrica di penne e matite, che al tempo era una delle più grandi del mondo. Questa società, ora chiamata TOZ-Penkala, esiste ancor oggi. "TOZ" sta per "Tvornica olovaka Zagreb", che significa "Fabbrica penne Zagabria".

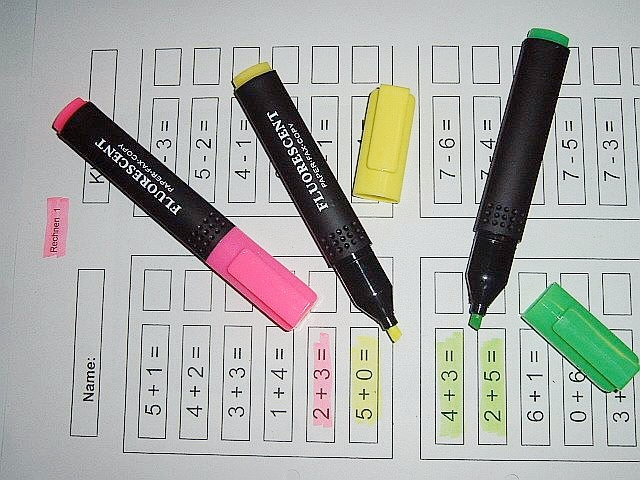
Pennarelli "marker" moderni

Negli anni sessanta Yukio Horie della Pentel (impresa di cancelleria giapponese) inventò il pennarello. Il Flair della Paper Mate fu uno dei primi pennarelli sul mercato USA dell'epoca, ed occupa le prime posizioni di vendita tuttora.
Le rollerball pen comparvero agli inizi degli anni settanta. Usano una palla mobile ed inchiostro liquido per offrire un tratto più scorrevole (rispetto alla penna a sfera). I progressi tecnologici tra la fine degli anni ottanta e l'inizio degli anni novanta hanno migliorato le prestazioni complessive della roller ball. Una penna a punta porosa (come il pennarello) contiene una punta fatta di materiale poroso quale il feltro o la ceramica. Una penna da disegno di buona qualità di solito avrà una punta ceramica, poiché è resistente e non si deforma quando chi scrive esercita una certa pressione sullo strumento. Benché l'invenzione del personal computer, con la conseguente pratica della "digitazione", abbia offerto un altro modo di scrivere, la penna nel 2003 era ancora il mezzo di scrittura principale. Molte persone amano usare modelli e marchi di penne costosi, e in particolare penne stilografiche, per il loro percepito valore di status symbol.
Nel 1953, dagli abissi del marketing emerse un altro produttore con le "penne Bic": si chiamava Marcel Bich. Lanciò sul mercato americano le nuove penne a sfera negli anni cinquanta, e raggiunse il successo di vendita con le sue penne Bic negli anni sessanta anche grazie allo slogan Writes The First Time, Every Time! ("Scrive al primo colpo, ogni volta!"). Il periodo tra gli anni quaranta e i sessanta fu un'epoca competitiva per tutti i fabbricanti di penne.

## Tipi

### Moderne
I principali tipi di penne moderne possono essere classificati secondo il tipo di punta:

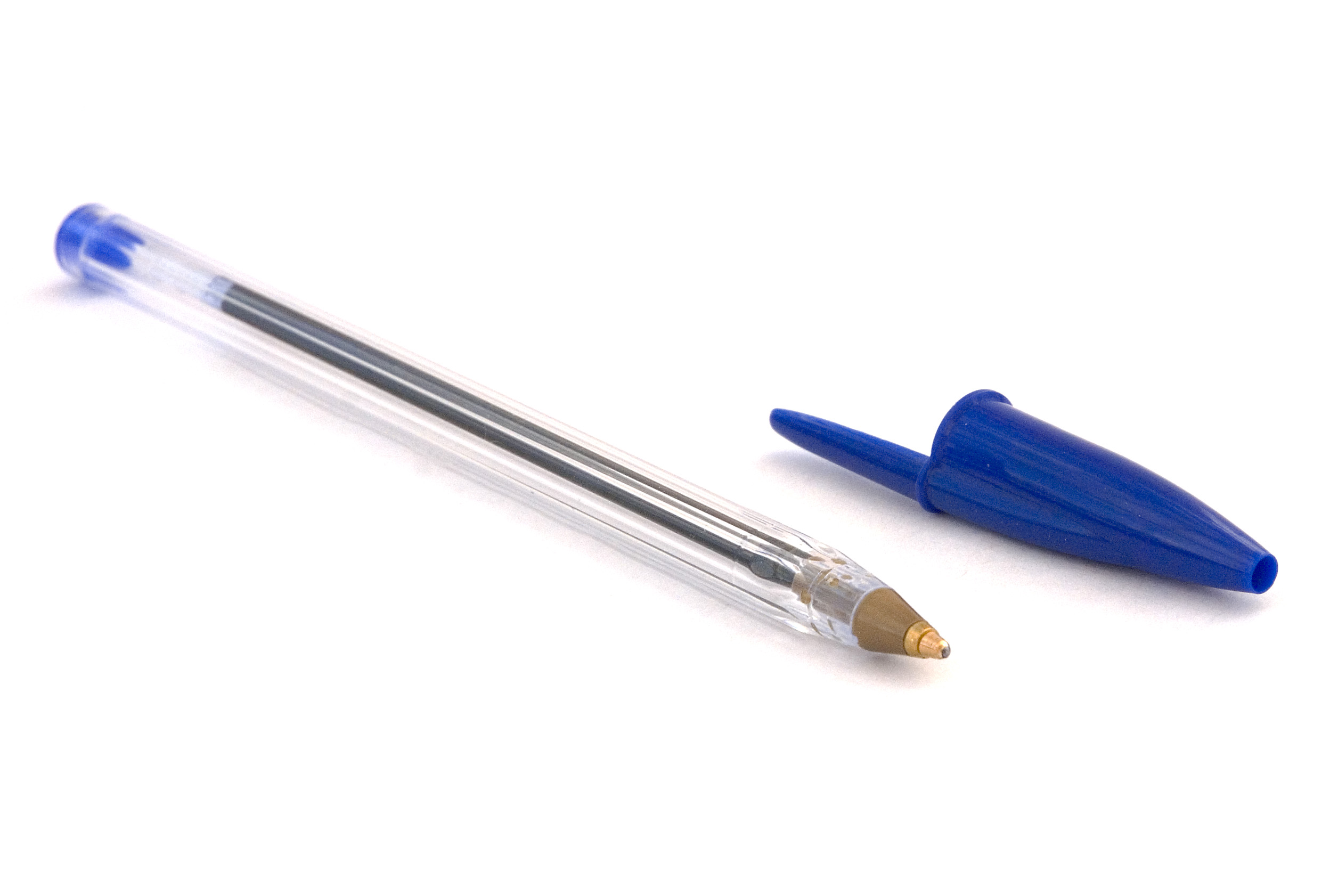
Un'economica penna a sfera Bic Cristal

- Una penna a sfera (comunemente detta[26] anche "biro") eroga inchiostro a base oleosa facendo girare una piccola sfera dura, di solito da 0,5-1,2 mm e fatta di ottone, acciaio o carburo di tungsteno.[27] L'inchiostro asciuga quasi subito a contatto con la carta. La penna a sfera di solito è affidabile e ne esistono tipi economici e costosi. Ha sostituito la stilografica nel ruolo di strumento di scrittura più comune per l'impiego quotidiano (ci sono certe penne a sfera che uniscono più colori in un solo fusto; lo scrittore o artista può estrarre la punta con il colore che desidera). Ne esistono fondamentalmente due tipi, come sistema di “approntamento”: quelle “a cappuccio” (stick pen, letteralmente penne-bastone in inglese), che hanno una protezione staccabile della punta analogamente a quanto avviene nelle stilografiche; e quelle “automatiche”, dotate di un meccanismo (a scatto/pressione o a rotazione/vite) che fa entrare/uscire la punta.

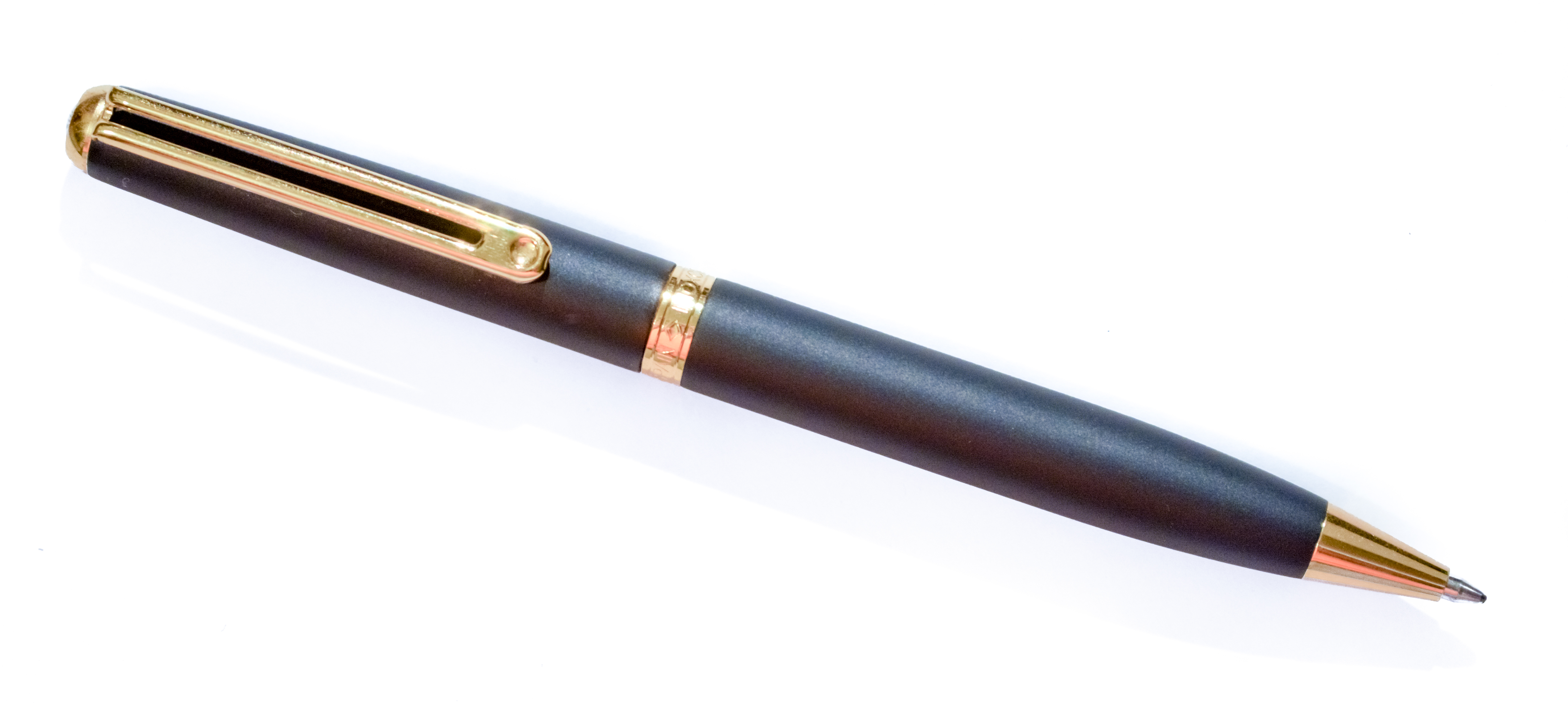
Una penna a sfera di lusso

- Una rollerball pen eroga un inchiostro a base acquosa liquido o gel mediante una punta a palla simile a quella della penna a sfera. L'inchiostro meno viscoso viene assorbito dalla carta più facilmente di quello a base oleosa, e la penna si muove più agevolmente lungo la superficie di scrittura. La rollerball inizialmente era stata concepita per unire la praticità di una penna a sfera al vellutato effetto "inchiostro umido" di una stilografica. Sono disponibili inchiostri gel di vari colori, tra cui le "tinte metalliche", effetti luccicanti, neon, effetti sfumati, colori saturi, toni pastello, sfumature vibranti, colori attenuati, inchiostro simpatico, a effetto trasparenza e traslucenza, colori brillanti, ed effetti bagliore-nel-buio. Di recente sono comparse rollerball ricaricabili con cartucce di inchiostro stilografico.

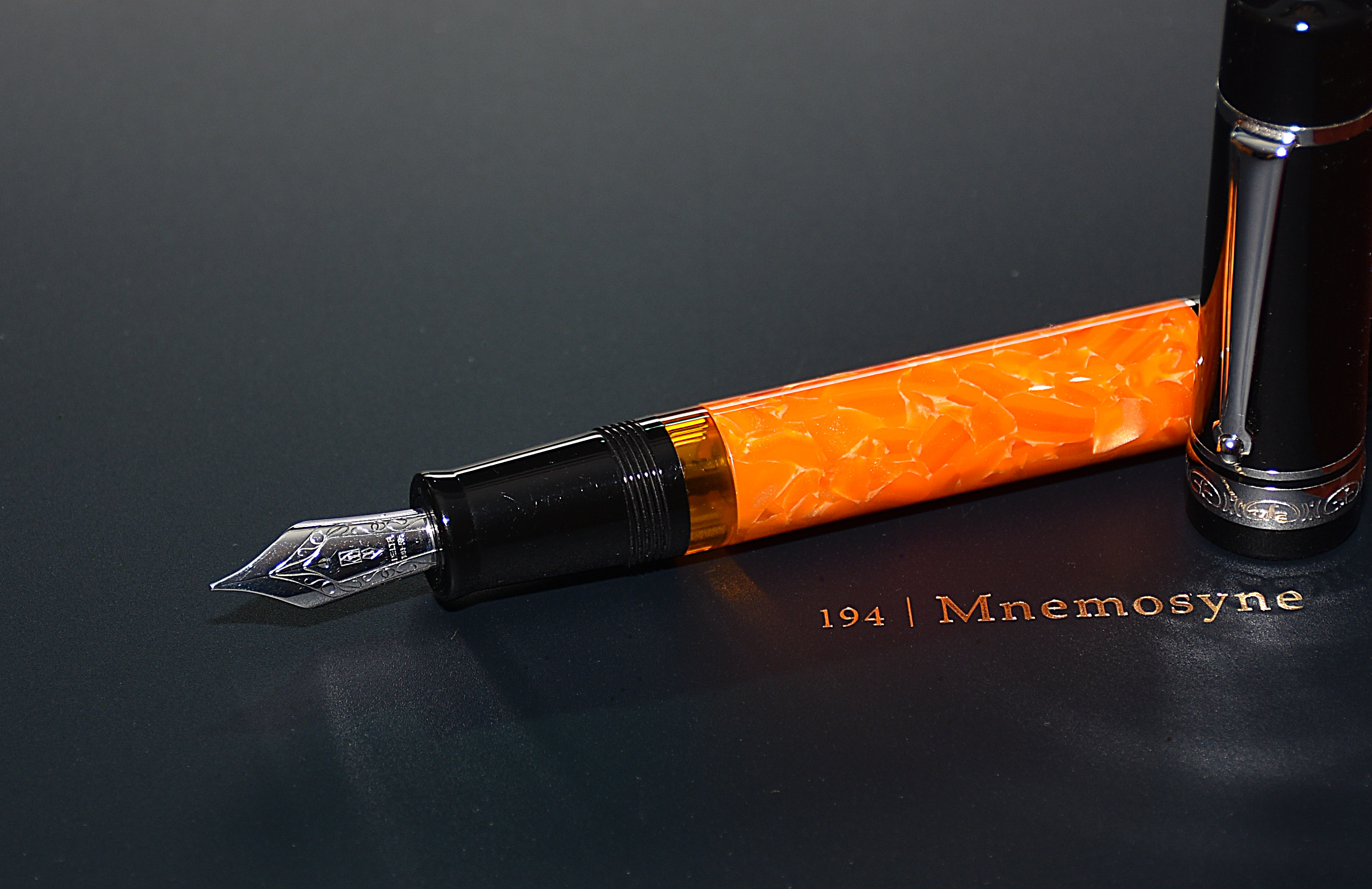
Una stilografica di produzione italiana

- Una penna stilografica usa inchiostro liquido a base acquosa distribuito mediante un pennino. L'inchiostro scorre attraverso un condotto di alimentazione da un serbatoio al pennino, poi attraverso il pennino, per capillarità e forza di gravità. Il pennino non ha parti in movimento ed eroga l'inchiostro attraverso una sottile fessura verso la superficie di scrittura. Il serbatoio della stilografica può essere ricaricabile o monouso; quest'ultimo tipo è detto cartuccia di inchiostro. Una penna col serbatoio ricaricabile può avere un meccanismo, come uno stantuffo, per aspirare l'inchiostro dalla boccetta attraverso il pennino, o può aver bisogno di riempirsi con una pipetta. Per alcune penne che usano cartucce "a perdere" sono disponibili serbatoi riempibili, noti anche come convertitori di cartuccia. Con la penna stilografica si può usare inchiostro permanente o non permanente.
- Un tratto pen è una penna con punta sintetica e inchiostro ad acqua.
- Un pennarello ha una punta porosa o di materiale fibroso. I pennarelli più piccoli, con le punte più sottili sono usati per scrivere su carta. Quelli a punta media sono usati spesso dai bambini per colorare e disegnare. Quelli più grossi, spesso chiamati "marker",[28] sono usati per scrivere con un tratto largo, sovente su superfici quali scatole ondulate, "lavagne bianche" e tradizionali, nel qual caso sono chiamati "gesso liquido" o "marker da lavagna". I marker con punta larga e inchiostro chiaro ma trasparente, chiamati evidenziatori, sono usati per contrassegnare testi scritti o stampati in precedenza. Le penne progettate per i bambini o per scrittura temporanea (come su lavagne bianche o lavagne luminose) tipicamente usano inchiostro non permanente. I grossi marker impiegati per etichettare le buste di spedizione o altri imballaggi sono di solito marker permanenti.

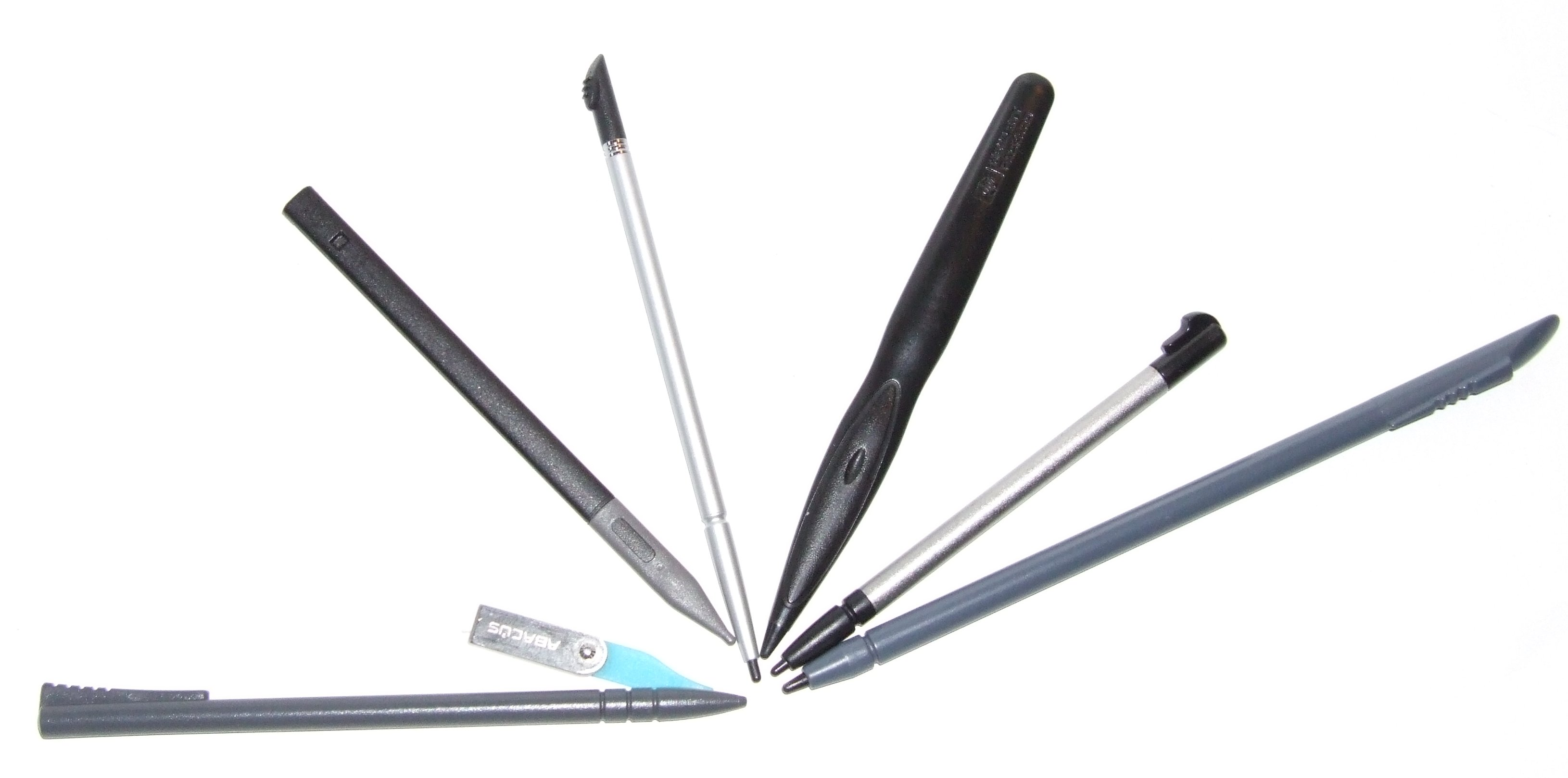
Esempi di stilo informatico (da sinistra a destra): PalmPilot Professional, Fossil Wrist PDA, Nokia 770, Audiovox XV6600, HP Jornada 520, Sharp Zaurus 5500, Fujitsu Lifebook P-1032

- Una penna gel usa inchiostro che contiene pigmento sospeso in un gel a base acquosa.[29] Poiché l'inchiostro è denso e opaco, sulle superfici scure o lisce si vede più chiaramente dei tipici inchiostri di penne a sfera e pennarelli. Le penne gel possono essere usate per molti tipi di scrittura e illustrazione. Le penne gel sono spesso disponibili in colori brillanti o "neon".

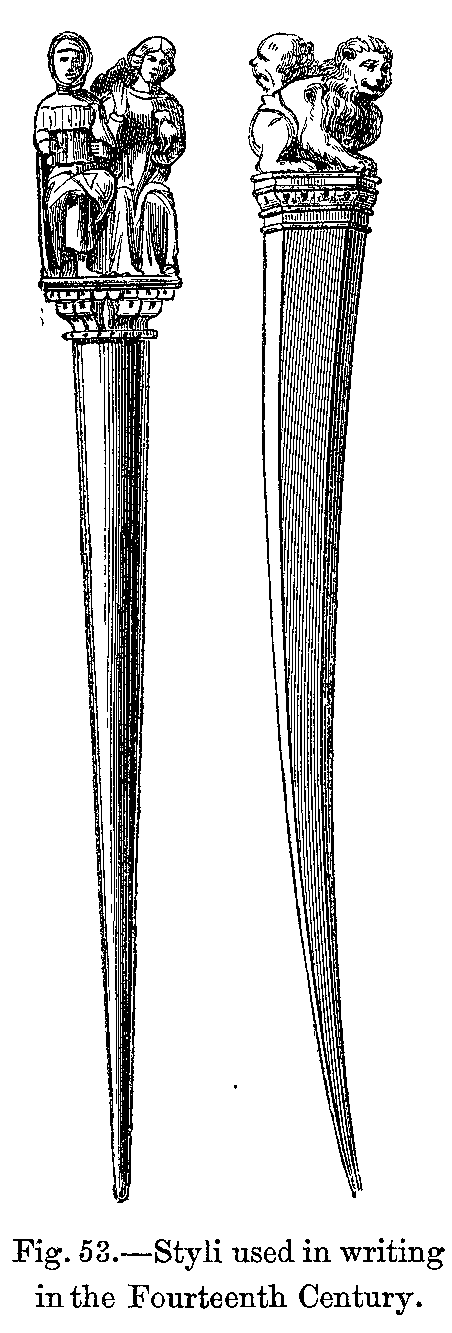
Stili usati per scrivere nel XIV secolo

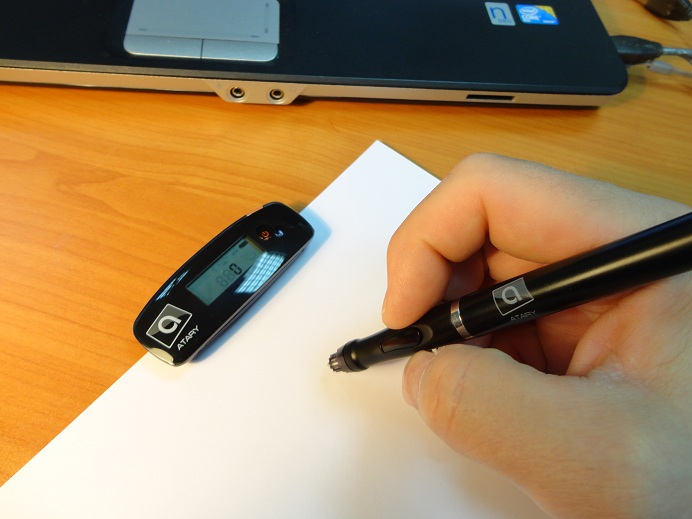
Penna digitale e relativo display

- Uno stilo[30] è un utensile da scrittura o un piccolo attrezzo usato in altre forme di marcatura o modellazione, per esempio nella lavorazione della ceramica. Può essere anche un accessorio informatico impiegato per facilitare la navigazione o avere maggior precisione sui dispositivi touch screen. Si riferisce solitamente a un'asta stretta e allungata, simile a una moderna penna a sfera. Esistono penne che combinano la funzionalità di una penna a sfera e quella di uno "stilo touchscreen", presentando lo stilo sull'estremità opposta alla penna a sfera, oppure incorporando la punta di quest'ultima (con un sistema a scatto) all'interno di una morbida "cuffia" gommata, che funge da stilo a penna ritratta.
- Un tiralinee è uno strumento da disegno in cui si può regolare meccanicamente lo spessore del tratto di marcatura.
- Una penna tecnica rappresenta l'evoluzione contemporanea del tiralinee, ovviamente nel campo del disegno tecnico.
- Una fudepen (nihongo: 筆ペン) è la versione stilografica del pennello da inchiostro.
- Una penna da pelle si usa per creare immagini su pelle.
- Una penna digitale è uno strumento digitale che converte i movimenti di chi scrive in dati "numerici", che possono essere trattati da computer e simili.

### Storiche
Questi tipi storici di penne non sono più usate comunemente come strumenti di scrittura, ma possono essere impiegati da calligrafi e altri artisti:

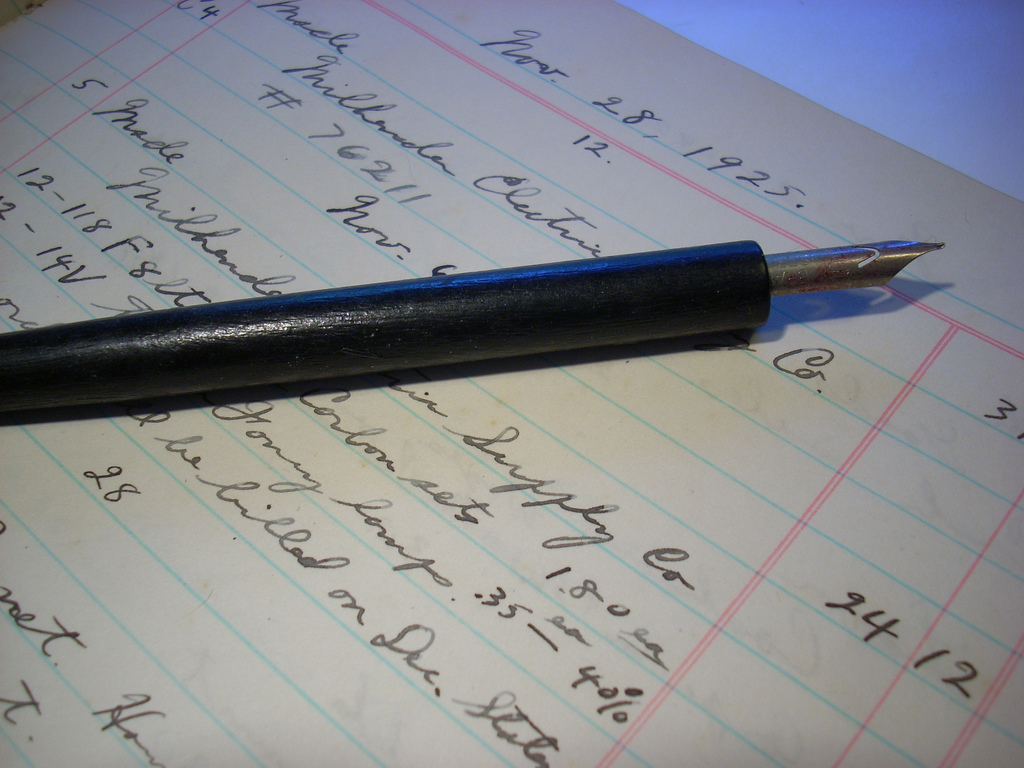
Una penna da intingere

- Una penna da intingere consiste di un pennino metallico con canali capillari, come quelli di una penna stilografica, montato su un'impugnatura o supporto, spesso di legno. Una penna da intingere di solito non ha serbatoio per l'inchiostro e dev'essere ripetutamente ricaricata d'inchiostro finché si scrive. La penna da intingere ha alcuni vantaggi rispetto a una stilografica. Può utilizzare inchiostri pigmentati impermeabili (a base di particelle e leganti), come l'inchiostro di china, inchiostro da disegno, o inchiostri acrilici, che intaserebbero una stilografica fino a distruggerla, e anche il tradizionale inchiostro ferrogallico, che può causare corrosione in una stilografica. Le penne da intingere oggi si usano soprattutto nell'illustrazione, calligrafia e fumetti. Un tipo di penna da intingere con la punta particolarmente sottile detto crowquill è lo strumento preferito di artisti, come David Stone Martin e Jay Lynch, perché la sua flessibile punta metallica può creare una quantità di linee delicate, trame e toni, mediante una lieve pressione durante il disegno.
- Il pennello da inchiostro è lo strumento di scrittura tradizionale nella calligrafia estremo-orientale. Il corpo del pennello può essere di bambù, o di materiali più rari quali il legno di sandalo rosso, vetro, avorio, argento, e oro. La testa del pennello può provenire dal pelo (o piume) di molti animali, tra cui donnola, coniglio, cervo, pollo, anatra, capra, maiale, tigre, e così via. C'è anche una tradizione sia in Cina sia in Giappone di ricavare un pennello dai capelli di un neonato, come oggetto-ricordo irripetibile per il bambino. L'usanza è collegata alla leggenda di un antico studioso cinese che si sarebbe qualificato primo agli esami imperiali usando un pennello personalizzato di questo genere. I pennelli calligrafici sono diffusamente considerati un'estensione del braccio del calligrafo. Al giorno d'oggi, la calligrafia si può eseguire anche a penna, ma questo tipo di arte gode di minor prestigio rispetto alla tradizionale forma a pennello.
- Una penna d'oca si ottiene dalla remigante di un grande uccello, il più delle volte un'oca. Le penne d'oca si usavano come strumenti di scrittura prima dell'avvento della penna con pennino metallico, della stilografica, e da ultimo della penna a sfera. Nel Medioevo si usavano penne d'oca per scrivere su pergamena o carta. La penna d'oca, a sua volta, aveva precedentemente soppiantato il calamo.
- Un calamo si ricava tagliando opportunamente un giunco oppure un bambù, con una fessura su una punta stretta. Il suo meccanismo è essenzialmente analogo a quello della penna d'oca. Il calamo è pressoché scomparso ma lo usano tuttora gli scolari in alcune zone di India e Pakistan, che imparano a scrivere con il calamo su tavolette di legno dette takhti.[31]

## Informatica

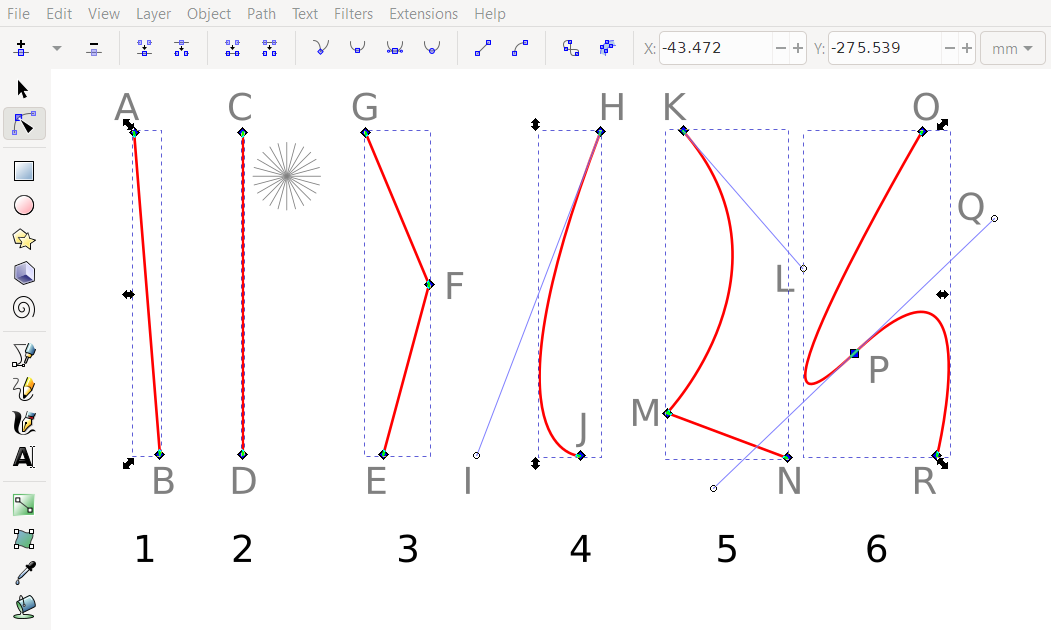
Strumento penna in Inkscape

In alcuni software come Microsoft Office, Photoshop, Illustrator e Inkscape esiste lo strumento penna che permette di disegnare linee di varie durezze, dimensioni, forme e colori.

## Musei
- Pen Museum, Birmingham, Regno Unito
- Museo degli Antichi Strumenti di Scrittura[36], Catania, Italia
- Pilot Pen - Museo[37], Tokyo, Giappone
- Officina della Scrittura. Museo del Segno e della Scrittura[38], Torino, Italia